# ГАЕС Сірояма
ГАЕС Сірояма (яп. 城山発電所, Шірояма хацуденшьо, Гепберн: Shiroyama hatsudensho) — гідроакумулювальна електростанція в Японії на острові Хонсю.
Нижній резервуар створили на річці Сагамі, яка протікає по західній стороні Токійської агломерації та впадає до Сагамської затоки Тихого океану. Для цього звели бетонну гравітаційну греблю висотою 75 метрів та довжиною 260 метрів, яка потребувала 362 тис. м3 матеріалу. Вона утримує водосховище з площею поверхні 2,47 км2 та об'ємом 62,3 млн м3 (корисний об'єм 54,7 млн м3). Окрім роботи на ГАЕС Сірояма водойма також живить ГЕС Цукуй (25 МВт).
Верхній резервуар створили на струмку, що впадає ліворуч до річки Катасе, яка завершується у Сагамській затоці за десяток кілометрів на схід від гирла Сагамі. Його утримує кам'яно-накидна гребля висотою 73 метра та довжиною 234 метра, яка потребувала 1,85 млн м3 матеріалу. Її сховище має площу поверхні 0,21 км2 та об'єм 3,9 млн м3 (корисний об'єм 3,8 млн м3).
Резервуари розташовані на відстані біля 1 км один від одного. Вони з'єднані із розташованим на глибині 230 метрів підземним машинним залом, де встановили чотири оборотні турбіни типу Френсіс потужністю у генераторному режимі по 65 МВт. При цьому в насосному режимі дві з них видають по 64,9 МВт, а ще дві — по 71,8 МВт. Гідроагрегати використовують напір у 153 метра.